# Буддхагхоша
Буддхагхоша (палі Buddha+ghosa, Буддхагхоса) — індійський буддійський учений і коментатор V століття, писав мовою палі, належав до школи тхеравада. Ім'я на санскриті बुद्धघोष означає «голос Будди», проте відоме воно лише з палійських джерел, оскільки немає його праць, написаних на санскриті.
Найвідомішою з його праць є «Вісуддхімагга» (палі — «Шлях очищення») — ґрунтовний сумарний виклад та аналіз шляху Будди до звільнення з точки зору школи тхеравада. Його інтерпретація є ортодоксальним трактуванням текстів тхеравади, починаючи принаймні від XII століття. Як західні вчені, так і буддисти школи тхеравада розглядають його як найвизначнішого коментатора тхеравади.

## Життєпис
Згідно з основним джерелом про життя Буддхагхоші, шрі-ланкійською хронікою «Махавамса», Буддхагхоша народився в брахманській сім'ї в Маґадзі, в Індії, і з юності опанував знання Вед.
Подорожував Індією, займаючись філософськими суперечками. Але після поразки в суперечці про значення вчення Вед від буддійського ченця Ревати, зацікавився буддизмом і був глибоко вражений Абхідгармою. Тоді він вирішив стати буддійським ченцем, і приступив до вивчення Тапітаки та коментарів до неї. Виявивши текст, коментар до якого було втрачено в Індії, вирушив на Шрі-Ланку, оскільки там мав зберегтися коментар старосингальською мовою.
На Шрі-Ланці на той час, після багатовікового протистояння кількох буддійських спільнот (нікай) (Магавігара, Абгайягірі і Джетавана), зайняла чільні позиції Магавігара. Однак протистояння дуже послабило буддійські громади. Буддхагхоша почав вивчати великий корпус старосингальських коментарів, і в нього виникло бажання скласти на їх основі один великий коментар на палі. Ченці, щоб перевірити його знання, попросили написати посібник із етапів практики.
На той час існував посібник із практики — «Вімуттімагга» аргата Упатіси, але, мабуть, він асоціювався у ченців Магавігари з їхніми супротивниками з інших нікай, і тому їх не влаштовував[джерело?].
На основі «Вімуттімагги» Буддхагхоша склав новий посібник, «Вісуддхімаггу». На той момент він мав широкі знання, але мало практичного досвіду[джерело?], тому деякі його пояснення з питань практики дещо суперечливі та не цілком зрозумілі. Він демонструє ерудицію в загальних теоретичних питаннях.
Буддхагхоша в «Вісуддхімагзі» ввів (точніше — актуалізував, ґрунтуючись на коротких висловлюваннях із сутт Будди) нові теоретичні моделі, перш за все, «кшанікаваду» (санскр. क्षणिकवाद), і в цілому змістив наголос на теоретичне пізнання вчення Будди.
Потім він уклав коментар (Аттхакатха) на палі до більшої частини Тапітаки, і повернувся до Індії.